# Baoding, Chongqing
Baoding (kinesiska: 宝顶) är en köping i sydvästra Kina. Den ligger i stadsdistriktet Dazu i storstadsområdet Chongqing, omkring 78 kilometer väster om det centrala stadsdistriktet Yuzhong. Antalet invånare är 17591. Befolkningen består av 8 375 kvinnor och 9 216 män. Barn under 15 år utgör 20,0 %, vuxna 15-64 år 64 %, och äldre över 65 år 15,0 %.